# Meath Park (Saskatchewan)
Meath Park je vesnice v kanadské provincii Saskatchewan. Ve vesnici od hlavní silnice Highway 55 odbočuje na sever silnice 120 a na západ silnice 355.

## Demografie v nedávné minulosti
Podle dat z kanadského sčítání lidu z roku 2001 měl Meath Park 204 obyvatel. To znamená, že od roku 1996 došlo k úbytku o 2,9%. Střední věk obyvatelstva tehdy činil 37,5 roků, u mužů to bylo 40,0 a u žen 35,0 let. Hustota obyvatel tehdy činila 266,0 obyv./km². K dispozici bylo 88 příbytků.